# كلفن رانسي
كلفن رانسي (بالإنجليزية: Kelvin Ransey)‏ مواليد 3 مايو 1958 في توليدو، هو لاعب كرة سلة أمريكي سابق بدأ مسيرته الاحترافية في سنة 1980. تم اختياره من قبل فريق شيكاغو بولز خلال الدرافت وحمل الرقم 14. يبلغ طوله 6 قدم 1 بوصة (1.9 م). اعتزل اللعب في 1990. أحرز خلال مسيرته في الإن بي إيه 5380 نقطة بمعدل 11.4 نقطة في المباراة الواحدة.

## المسيرة الاحترافية
لعب مع بورتلاند ترايل بلايزرز من سنة 1980 إلى 1982، ثم لعب مع دالاس مافيريكس في موسم 1982–1983، ثم لعب مع بروكلين نتس من سنة 1983 إلى 1986.

## روابط خارجية
- كلفن رانسي على موقع إن بي أي (الإنجليزية)
- كلفن رانسي على موقع سبورتس رفرنس (الإنجليزية)
- كلفن رانسي على موقع كلية كرة السلة في سبورتس رفرنس.كوم (الإنجليزية)
- كلفن رانسي على موقع ريلجم (الإنجليزية)
- كلفن رانسي على موقع بروبوليرز (الإنجليزية)